# آنتونی کالئا
آنتونی کالئا (انگلیسی: Anthony Callea؛ زادهٔ ۱۳ دسامبر ۱۹۸۲) موسیقی‌دان اهل استرالیا است. وی از سال ۲۰۰۴ میلادی تاکنون مشغول فعالیت بوده‌است. وی نفر دوم مسابقه خوانندگی استرالیا استرلین آیدل در سال ۲۰۰۴ شد. ترانه عبادت در جدول‌های ای‌آرآی‌ای به مدت پنج هفته اول گردید.
وی علناً همجنس‌گراست و با تیم کمپبل ازدواج کرده‌است.